# اوتام
اوتام (بنگالی: বীর উত্তম);(Bir Uttom) دومین جایزه افتخار برای جوایز انفرادی رزمندگان شجاع در بنگلادش پس از Birreshtho و بالاترین جایزه خیرخواهانه برای یک فرد زنده است.
از زمان استقلال بنگلادش در سال ۱۹۷۱، به ۶۹ نفر از اهالی بنگلادش این جایزه اهدا شده‌است.